# نبرد کیپ اکنوموس
نبرد کیپ اکنوموس (به انگلیسی: Cape Ecnomus)(به ایتالیایی: Capo Ecnomo) نبردی بود که میان جمهوری روم و امپراتوری کارتاژ در خلال اولین جنگ کارتاژ، و در ناحیه امروزی لیکاتا (واقع در جنوب سیسیل) در سال ۲۵۶ق. م رخ داد. این نبرد یکی از بزرگترین نبردهای دریایی تاریخ باستان بوده‌است. ناوگان کارتاژی توسط حنون دوم و هامیلکار (با هامیلکار برقی اشتباه نشود)، و رومیان نیز توسط کنسول‌های آن سال، مارکوس آتیلیوس رگولوس و لوسیوس مانلیوس وولسو لونگوس رهبری می‌شدند. این نبرد با پیروزی رومیان به پایان رسید.
ناوگان رومی متشکل از ۳۳۰ کشتی جنگی به علاوهٔ تعداد نامشخصی حمل و نقل از اوستیا، حدود ۲۶٬۰۰۰ لژیونر را سوار کرد و روانهٔ سیسیل شد. نقشه آنان این بود که خود را به آفریقا برسانند و به سرزمین مادری کارتاژ، تونس امروزی، هجوم ببرند. کارتاژی‌ها از این نیت رومیان آگاه شدند و برای همین تمامی ۳۵۰ کشتی جنگی که در دسترس بودند را در ساحل جنوبی سیسیل گردآوری و به صف کردند. این نبرد که در مجموع با ۶۸۰ کشتی جنگی و با ۲۹۰٬۰۰۰ خدمه و ناخدا انجام گرفت، شاید بتوان بزرگترین نبرد دریایی تاریخ به لحاظ شمار افراد درگیر به حساب آورد.